# Nino Ricci (pittore)
Nino Ricci (Macerata, 2 ottobre 1930 – Macerata, 25 aprile 2022) è stato un pittore e incisore italiano.

## Biografia
Nino Ricci nacque a Macerata nel 1930. Negli anni degli studi imparò la tecnica dell'incisione frequentando la Scuola del Libro di Urbino. Ad inizio anni 1950 si trasferisce a Roma per studiare scenografia presso l'Accademia di belle arti di Roma. Durante il suo soggiorno a Roma vinse una borsa di studio al Centro sperimentale di cinematografia, dove si specializzò come costumista cinematografico, legandosi anche all'ArtClub romano.
Intorno alla metà del XX secolo, ritorna a Macerata, che sceglie come luogo di lavoro compiendo continuamente viaggi di aggiornamento in tutto il mondo. In questo periodo insegnò Decorazione pittorica, Progettazione architettonica all'Istituto d'arte e Storia dell'arte al Liceo scientifico. Stringe amicizie e legami intellettuali con gli artisti marchigiani Osvaldo Licini, Arnoldo Ciarrocchi, Giuseppe Mainini, Elvidio Farabollini, Arnaldo Bellabarba, Remo Scuriatti. Grande amico di numerosi artisti, come Wladimiro Tulli, Ivo Pannaggi e Umberto Peschi, appartenuti al Gruppo Futurista Boccioni.
Oltre all'intensa attività di docente che seguì, numerose furono le sue mostre personali in Italia ed all'estero.
Nel 1980 Vanni Scheiwiller gli dedicò una numero monografico della collana Arte Moderna in Italia con testi di Libero de Libero e Giuseppe Appella.

## Opere parziali
- 0995 (1962)
- 0996 (1962)
- 0999 (1962)
- 0981 (1963)
- 0982 (1963)
- 0990 (1963)
- 0988 (1965)
- 0974 (1972)
- XXV (1974)
- XXVI (1974)
- 0989 (1975)
- 0245 (1975)
- 0270 (1976)
- 0304 (1978)
- 0726 (1992)
- 0822 (1995)
- 1145 (1995)
- 0812 (1996)
- S.C. (1997)
- 0900 (2000)
- 0924 (2001)
- 1076 (2004)
- 1111 (2005)
- 1128 (2006-2007)
- 1146 (2007)
- 1233 (2008)
- 1171 (2009)
- 1279 (2010)
- 1185 (2011)
- 1217 (2012)
- 1208 (2012)
- 1276 (2012)

## Esposizioni

### Mostre personali
- 1963 - Galleria Numero di Firenze
- 1966 - Galleria L'Arco di Macerata
- 1967 - Galleria SM13 di Roma
- 1967 - Galleria Primopiano di Padova
- 1968 - Galleria La Navicella di Cagliari
- 1968 - Forum Staadpark di Graz
- 1978 - Pinacoteca comunale di Macerata
- 1983 - Galleria del Quartirolo di Bologna
- 1984 - Galleria La Panchetta di Bari
- 1985 - Galleria Sipario di Omegna
- 1985 - Galleria La Scaletta di Matera
- 1993 - Galleria Rosso Tiziano di Piacenza
- 1993 - Galleria Per mari e per Monti di Macerata

### Mostre postume
- 2022 - Loggiato dei Lumi di San Ginesio[6]

### Nino Ricci nei musei
- MACTE - Museo di Arte Contemporanea di Termoli
- Museo arte Gallarate
- Museo Palazzo Ricci
- Palazzo Buonaccorsi[7]
- MIG. Museo Internazionale della Grafica, Castronuovo Sant'Andrea (PZ)
- Museo Internazionale del Presepio "Vanni Scheiwiller", Castronuovo Sant'Andrea (PZ)
- Galleria Nazionale d'Arte Moderna, Roma